# Choussy
Choussy település Franciaországban, Loir-et-Cher megyében. Lakosainak száma 352 fő (2022. január 1.). Choussy Couddes, Monthou-sur-Cher, Oisly, Saint-Romain-sur-Cher, Thésée és Le Controis-en-Sologne községekkel határos.

## Népesség
A település népességének változása:
| Lakosok száma | 232  | 228  | 240  | 299  | 336  | 339  | 338  | 337  | 342  | 352  |
|               | 1968 | 1982 | 1990 | 2006 | 2013 | 2015 | 2017 | 2019 | 2020 | 2022 |